# 渡月橋 ～想念你～
渡月橋 ～想念你～（日语：／ Togetsukyou Kimi Omofu */?）是日本歌手倉木麻衣的歌曲，也是《名偵探柯南》第21部電影《唐紅的戀歌》的主題曲。歌曲於2017年4月12日作為倉木的第41張單曲由Being旗下的NORTHERN MUSIC發行，並於一週後的4月19日開放線上下載。歌曲由德永曉人作曲兼編曲，並由倉木親自填詞。歌曲以京都的地標渡月橋作為標題，並在伴奏中加入了和樂器，以融入和風的氛圍。倉木亦以描繪「雖然想見卻不能相見，儘管如此仍然想念著對方」的難過戀愛模樣作為歌曲主題。
歌曲的音樂錄影帶展現出倉木的和服造型，包括穿著重達24公斤以及價值超過800萬日元的十二單，錄影帶的短版片段截至2022年6月已錄得超過1,200萬次播放量。倉木於歌曲發行前後進行大量現場表演，包括在全國巡迴演唱會「Mai Kuraki Live Project 2017 ″SAWAGE ☆ LIVE″」、電視音樂節目《MUSIC STATION》，以及相隔12年再次登上的《NHK紅白歌合戰》。
渡月橋 ～想念你～於發行前後獲得樂評家的正面評價，包括讚賞倉木增添成熟感的聲樂，以及歌曲的和風編曲跟她本人氣質的搭配。歌曲發行後獲得極大商業成功，創下倉木實體單曲超過十年以來的最高首週銷量，並成為她於2010年代累積銷量最高的實體單曲，以及刷新她實體單曲的最長在榜紀錄。歌曲於線上下載獲得更大成功，包括登上多個下載網站的週榜及月榜冠軍，並獲得日本《告示牌》計算的兩週下載冠軍。歌曲其後獲日本唱片協會認證單曲下載為白金唱片，為倉木唯一達到此成績的歌曲。

## 背景與發展
2016年的電影版《名偵探柯南：純黑的惡夢》獲得比製作方預期更熱烈的反響，使他們認為下一部電影將會同樣受到注目，並決定將電影回歸作品的原點－「戀愛喜劇與懸疑故事」，而背景則設定於大阪京都。上一部以大阪京都設定為背景的電影《名偵探柯南：迷宮的十字路》由倉木麻衣演唱主題曲Time after time ～在落花紛飛的街道上～，而其故事及歌曲仍然令觀眾印象深刻，因此電影的製作人諏訪道彥決定再次邀請倉木演唱這次電影版主題曲。
諏訪向倉木的工作人員提出「跟當年的主題曲相比，希望帶有更加鮮明的典雅感，以及經過14年時間的創新」的新主題曲要求。而倉木在接過電影的劇本後，腦海便浮現出「唐紅」這意味深長的顏色，並希望從聲音上能夠融入和風的氛圍。倉木亦希望製作出為電影中的高中生清新戀愛模樣，以及柯南系列作品獨有具戲劇性而美麗的故事添彩的歌曲。
2017年3月，官方公開倉木的新曲渡月橋 ～想念你～作為動畫系列第21部電影《名偵探柯南：唐紅的戀歌》主題曲的消息。倉木與柯南系列的合作次數亦達到史上最多的21次，因此特意申請演唱同一動畫系列最多次數歌曲的健力士世界紀錄。倉木與柯南系列的特設網站，以及紀念合作21次的特製標誌亦同時公開。歌曲其後亦成為《名偵探柯南》的電視動畫片尾曲。

## 音樂與歌詞
渡月橋 ～想念你～由德永曉人作曲與編曲，並由倉木麻衣親自填詞。歌曲全長4分7秒，以E小調製作，每分鐘達94拍。歌曲的主要風格為J-Pop，並在伴奏中加入了和樂器。歌曲亦被認為有著跟倉木2003年的歌曲Time after time ～在落花紛飛的街道上～在題材上的相似性，而倉木也特意以京都的地標渡月橋作為歌曲標題，以融入京都的氛圍並作為豐富多彩的和風歌曲。歌曲的主題為描繪「雖然想見卻不能相見，儘管如此仍然想念著對方」的難過戀愛模樣，以反映出相關電影的出場人物之間的戀愛感覺。倉木也在歌曲的副歌唱出「染上唐紅色的渡月橋／盼望著被指引的那天／將祈願付諸於河川流水中」的歌詞。

## 發行
渡月橋 ～想念你～在日本地區於2017年4月12日由Being旗下的NORTHERN MUSIC發行實體單曲，為自2014年8月的無敵之心／STAND BY YOU相隔約兩年半後的實體單曲，也是倉木的第41張單曲。單曲分為「通常盤」、「初回限定盤」、「名偵探柯南盤」以及「Musing&FC盤」四版本，各版本均採用不同封面，當中通常盤額外收錄Time after time ～在落花紛飛的街道上～的「時間旅行悖論重混版」，而初回限定盤則附送收錄渡月橋 ～想念你～完整音樂錄影帶的DVD。由於「Musing&FC盤」為僅供倉木歌迷會會員以及Musing網站會員購買的版本，因此市面上只以其餘三種版本發行。
單曲於實體發行一週後的同年4月9日在日本地區開放線上下載，數位版同樣收錄Time after time ～在落花紛飛的街道上～重混版，但未有收錄實體版本所附贈的渡月橋 ～想念你～純音樂版。台灣地區其後於同年6月9日由豐華唱片發行實體單曲，但僅以CD+DVD形式發行初回限定盤。同年9月13日，渡月橋 ～想念你～的「京都盤」版本以CD形式在日本發行，除了額外收錄歌曲的和樂器純音樂版，亦特別附贈「Kirari! for Mobile」卡。

## 專業評價
渡月橋 ～想念你～於發行前後獲得樂評家的正面評價。《CD Journal》的編輯讚賞倉木於歌曲中的聲音依然保持過往的清純潔淨，但比起以前增添了一份成熟感，使他察覺倉木已經到達經驗豐富的資深水平，並對此感慨萬分。他亦讚賞歌曲在考慮商業搭配的電影背景而加入的和風編曲，與倉木個人本身的高雅氣質非常匹配。
《Real Sound》的泉夏音讚賞倉木為歌曲填詞時所選用的字詞在符合古風時代的形象同時不乏現代感，有著絕妙的平衡感，反映出她作為填詞人的才能。她亦讚賞比起擁有近似主題的舊曲Time after time ～在落花紛飛的街道上～，倉木在新曲上以更加豐富的表現力唱出歌曲的感情與情景，充分反映出她在這期間作為歌手的成長，以及作為女性所累積的各種人生閱歷。

### 獎項
渡月橋 ～想念你～於2018年獲日本唱片協會的「第32屆日本金唱片大獎」頒發「最佳五大下載歌曲」獎項，以表彰它為在眾多熱門歌曲之中所能夠特別代表時代的歌曲。

## 商業成績
實體唱片方面，渡月橋 ～想念你～於發行首週以29,846張銷量登上Oricon公信榜週榜第5位，延續了其從出道以來所有單曲皆打進公信榜前10位的個人歌手紀錄至41作。單曲同時僅憑首週便超越了前作無敵之心／STAND BY YOU的累計銷量，並成為倉木自2006年的Best Of Hero後超過10年以來最高首週銷量的單曲。單曲亦同時空降日本《告示牌》的最佳單曲銷售榜的週榜第5位。
單曲次週排行Oricon公信榜週榜第9位，成為自2003年風的啦啦啦後首張連續兩週排行前10位的單曲。單曲其後以48,185張銷量登上Oricon公信榜月榜第8位，並在年底以72,414張銷量登上Oricon公信榜年榜第72位，成為自2003年的Kiss後再次打進年榜前百位的單曲，也是女性個人歌手之中全年最高銷量的單曲。單曲的累積銷量達到76,305張，成為自2004年的通往明日的橋梁後約13年來銷量最高的單曲，也是倉木於2010年代銷量最高的單曲。單曲的在榜週數達到42週，超越1999年的出道單曲Love, Day After Tomorrow的30週，成為倉木在榜時間最長的單曲。
渡月橋 ～想念你～於線上下載取得更大的成功，於數位發行首日登上iTunes Store、mora、RecoChoku、多玩國等多個主要下載網站冠軍位置。其中於iTunes Store大幅更新個人此前憑《TRY AGAIN》登上最高第24位的紀錄，並帶動2003年的舊曲Time after time ～在落花紛飛的街道上～回到即時下載熱度。歌曲其後登上iTunes Store、mora、RecoChoku、多玩國及music.jp多個下載網站的週榜冠軍位置，並成為日本《告示牌》統計的當週下載冠軍歌曲。單曲亦主要憑著當週突出的下載成績登上日本《告示牌》的熱門100金曲榜亞軍位置，以及熱門動畫金曲榜冠軍位置。
歌曲在數位發行後次週與第三週登上日本《告示牌》統計的當週下載亞軍，並在第四週再次登上冠軍位置。歌曲其後亦登上mora、RecoChoku跟多玩國多個下載網站的下載月榜位置。歌曲於2017年9月獲日本唱片協會認證單曲下載為白金唱片，代表下載量達到超過25萬次以上，為倉木自Love, Day After Tomorrow、Secret of my heart後第3首獲下載認證的歌曲，也是她唯一達到此認證級別的歌曲。

## 音樂錄影帶
渡月橋 ～想念你～的音樂錄影帶以反映歌曲的和風氛圍作為製作意識，並讓倉木麻衣首次在錄影帶中嘗試和服造型。錄影帶主要分為兩個場景，包括以倉木身穿傳統風格的十二單場景，代表著懷念過去，以及以她身穿與現代風格結合的和服場景，代表著等待思念的對象而邁向未來。

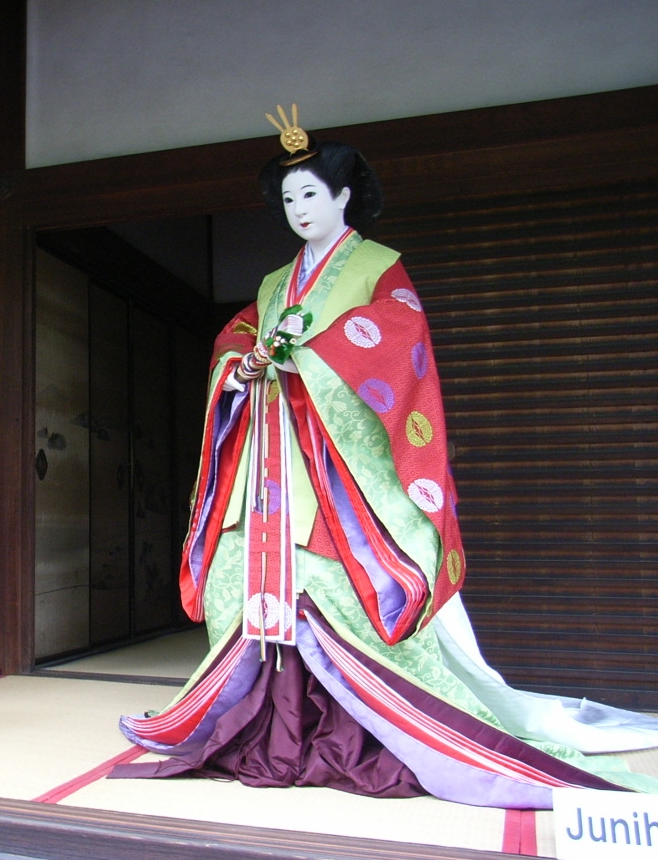
倉木在歌曲的音樂錄影帶裡嘗試十二單（圖）造型

為了連結錄影帶跟京都的優雅形象，倉木特意提出挑戰穿著十二單的要求，認為這是和服之中最特別的類別，並在錄影帶中穿上未婚女子使用的服裝。倉木在歌曲錄影帶身穿的十二單總重量達24公斤，而價值則超過800萬日元。有別於普通的十二單服飾，倉木身穿的十二單與皇室人員穿著的剪裁相同，包括雅子皇后跟文仁親王妃紀子等均使用同款剪裁。服飾的顏色亦參考1,200年前平安時代的書籍設計，包括採用跟《源氏物語》記載上的圖案與顏色，並與皇宮的製作方式一樣只以蠶絲製作衣服上的衽。
渡月橋 ～想念你～的音樂錄影帶片段於2017年3月14日率先在YouTube上公開，截至2022年6月已錄得超過1,200萬次播放量。歌曲的完整音樂錄影帶收錄在實體單曲的初回限定盤、概念專輯《想你 ～春夏秋冬～》的初回限定盤，以及精選輯《Mai Kuraki Single Collection ～Chance for you～》初回限定盤附贈的DVD。錄影帶的幕後製作片段於特設網站上公開，而進入網站的帳戶及密碼則記載在單曲的Musing&FC盤內頁。
歌曲亦另外推出3D原創音樂錄影帶的版本，錄影帶的觀看方式記載在單曲京都盤附贈的「Kirari! for Mobile」卡，並透過智能手機的專用網站觀看。此版本使用了日本電信電話最新研發的「Kirari!」技術，展現出將作為日本傳統古都的京都與歌曲之間結合的優美典雅世界，而觀看期限則截至2018年8月底。

## 現場表演

### 發行當年
2017年3月18日，倉木麻衣在渡月橋 ～想念你～正式發行前於全國巡迴演唱會「Mai Kuraki Live Project 2017 ″SAWAGE ☆ LIVE″」的首場安可環節上率先現場演唱歌曲，其後亦在其他場次上演唱歌曲。4月8日，倉木驚喜現身BREAKERZ的「BREAKERZ 10周年 10番勝負 -VS-」演唱會，並演唱渡月橋 ～想念你～等多首歌曲。4月14日，倉木於單曲實體發行當日登上朝日電視台的《MUSIC STATION》演唱歌曲，並身穿與歌曲音樂錄影帶裡同款的十二單，並因服裝總重量達24公斤而無法下樓梯登場，在網絡間引起話題。4月15日，倉木現身《名偵探柯南：純黑的惡夢》的首日舞台見面會，並演唱了渡月橋 ～想念你～跟Time after time ～在落花紛飛的街道上～兩曲。5月12日，倉木再次登上《MUSIC STATION》演唱歌曲，並成功挑戰身穿十二單下樓梯到舞台。
6月1日，倉木出席電影的映後活動，並與現場觀眾進行歌曲的大合唱。6月28日，倉木在《東京電視台音樂祭》上唱了Love, Day After Tomorrow跟渡月橋 ～想念你～兩首歌曲。三天後，倉木登上日本電視台的《THE MUSIC DAY》演唱渡月橋 ～想念你～。8月19日，她在川崎市舉辦的《Mai Kuraki Live Project 2017 ″SAWAGE ☆ LIVE″》發售宣傳活動中演唱了歌曲。10月5日，倉木再次出席電影的映後活動，並演唱了渡月橋 ～想念你～，以及Secret of my heart跟always兩曲的組曲。10月24日，倉木驚喜現身新宿街頭進行宣傳，並演唱了渡月橋 ～想念你～、Secret of my heart跟always。翌日，倉木登上TBS電視台的《COUNT DOWN TV》特輯演唱了歌曲。10月28日與29日，倉木在《倉木麻衣×名偵探柯南 COLLABORATION BEST 21 -真相永遠在歌中!-》的發售活動中演唱了渡月橋 ～想念你～、Secret of my heart跟always。
11月1日，倉木出席音樂節「ORICON FES.」，並演唱了渡月橋 ～想念你～等多首歌曲。11月7日，倉木登上NHK電視台的《歌曲演唱會》，並演唱了Secret of my heart跟渡月橋 ～想念你～兩首歌曲。11月17日，她出席於羽田機場舉辦的點燈典禮，期間演唱了Secret of my heart、Stay by my side、Time after time ～在落花紛飛的街道上～，並與15名小學生聯合表演了渡月橋 ～想念你～。11月28日，倉木登上日本電視台的《Best Artist》演唱渡月橋 ～想念你～。12月6日，倉木登上富士電視台的《FNS歌謠祭》第一夜，與和樂器樂團合作表演歌曲。翌日，倉木首次登上NHK電視台的《SONGS，並演唱了渡月橋 ～想念你～、Love, Day After Tomorrow與Secret of my heart跟渡月橋 ～想念你～三首歌曲。12月22日，倉木登上《MUSIC STATION》的年末特輯，並再次以十二單的裝束演唱渡月橋 ～想念你～。12月31日，倉木自2005年後相隔12年再次登上《NHK紅白歌合戰》的舞台，並在《名偵探柯南》的名場面背景下演唱渡月橋 ～想念你～。

### 發行年後
2018年3月11日，倉木出席「名古屋國際女子馬拉松」的特別活動，並演唱了Stand Up、Feel fine!、渡月橋 ～想念你～跟Do it!。8月4日跟5日，倉木舉行了演唱會「MTV LIVE PREMIUM：MAI KURAKI」，並在安可環節前演唱了渡月橋 ～想念你～。9月17日，倉木登上《MUSIC STATION》的特輯，演唱了渡月橋 ～想念你～跟Love, Day After Tomorrow兩首歌曲。10月5日，倉木出席京都市活動「KYOTO COLLECTION Vol.1」，並演唱了Love, Day After Tomorrow、渡月橋 ～想念你～、花語跟Stand Up四首歌曲。10月13日至11月1日期間，倉木在舉行的四場演唱會「Mai Kuraki Live Project 2018 ″Red it be ～想你 春夏秋冬～″」上演唱了渡月橋 ～想念你～等多首歌曲。
2019年1月27日跟3月2日，倉木在單曲對你的愛不能止於此 對你的情不願夢一場／薔薇色的人生的發行紀念活動跟特典會上，演唱了渡月橋 ～想念你～跟新單曲兩首主打曲。3月29日，倉木出席中國舉辦的《第25屆東方風雲榜音樂盛典》，並演唱了渡月橋 ～想念你～跟Time after time ～在落花紛飛的街道上～。4月11日，倉木登上TBS電視台的《爆笑監視中》，並演唱了渡月橋 ～想念你～、Love, Day After Tomorrow與Secret of my heart三首歌曲。4月20日跟5月1日，倉木舉行了交響樂演唱會「billboard classics 20th Anniversary MAI KURAKI premium symphonic concert 2019」，並演唱了渡月橋 ～想念你～等多首歌曲。7月6日，倉木登上《THE MUSIC DAY》演唱Secret of my heart、SUMMER TIME GONE、Winter Bells跟渡月橋 ～想念你～的組曲。8月17日至11月11日，倉木在巡迴演唱會「20th Anniversary Mai Kuraki Live Project 2019 ″Let’s GOAL！～薔薇色的人生～″」上演唱了渡月橋 ～想念你～等多首歌曲。12月6日跟7日，倉木在兩日三場的歌迷會活動「Mai kuraki 20th Anniversary Fan Club Event 2019 "Mai-K's Family 感謝祭"」上演唱了渡月橋 ～想念你～等多首歌曲。
2020年12月8日，倉木舉行特別演唱會「Mai Channel♡Mai.K Debut Anniversary Event」，並演唱了渡月橋 ～想念你～等多首歌曲。2021年2月14日，倉木在LINE舉行的情人節直播活動上演唱了Honey, feeling for me跟渡月橋 ～想念你～。3月24日，倉木登上日本電視台的《Premium Music》，並演唱了渡月橋 ～想念你～跟Secret of my heart。2021年12月12日，倉木在線上演唱會「Mai Kuraki Live Project ″unconditional L♡VE″」上演唱了渡月橋 ～想念你～等多首歌曲。2022年6月19日、6月24日跟7月1日，倉木在交響樂演唱會「billboard classics Mai Kuraki Premium Symphonic Concert 2022」上演唱了渡月橋 ～想念你～等多首歌曲。

## 歌曲列表
| CD（初回限定盤、名偵探柯南盤） | CD（初回限定盤、名偵探柯南盤） | CD（初回限定盤、名偵探柯南盤） |
| 曲序                           | 曲目                           | 时长                           |
| ------------------------------ | ------------------------------ | ------------------------------ |
| 1.                             | 渡月橋 ～想念你～              | 4:07                           |
| 2.                             | 渡月橋 ～想念你～（純音樂）    | 4:09                           |
| 总时长：                       | 总时长：                       | 8:17                           |

| 線上下載 | 線上下載                                                     | 線上下載 |
| 曲序     | 曲目                                                         | 时长     |
| -------- | ------------------------------------------------------------ | -------- |
| 1.       | 渡月橋 ～想念你～                                            | 4:07     |
| 2.       | Time after time ～在落花紛飛的街道上～（時間旅行悖論重混版） | 4:53     |
| 总时长： | 总时长：                                                     | 9:00     |

| CD（通常盤） | CD（通常盤）                                                 | CD（通常盤） |
| 曲序         | 曲目                                                         | 时长         |
| ------------ | ------------------------------------------------------------ | ------------ |
| 1.           | 渡月橋 ～想念你～                                            | 4:07         |
| 2.           | 渡月橋 ～想念你～（純音樂）                                  | 4:09         |
| 3.           | Time after time ～在落花紛飛的街道上～（時間旅行悖論重混版） | 4:53         |
| 总时长：     | 总时长：                                                     | 13:11        |

| CD（京都盤） | CD（京都盤）                  | CD（京都盤） |
| 曲序         | 曲目                          | 时长         |
| ------------ | ----------------------------- | ------------ |
| 1.           | 渡月橋 ～想念你～             | 4:07         |
| 2.           | 渡月橋 ～想念你～（純音樂）   | 4:09         |
| 3.           | 渡月橋 ～想念你～（和樂器版） | 3:00         |
| 总时长：     | 总时长：                      | 11:17        |

| DVD（初回限定盤） | DVD（初回限定盤）               | DVD（初回限定盤） |
| 曲序              | 曲目                            | 时长              |
| ----------------- | ------------------------------- | ----------------- |
| 1.                | 渡月橋 ～想念你～（音樂錄影帶） | 4:07              |

## 銷售榜單
| 週榜单（2017－18年）                                    | 最高 位置 |
| ------------------------------------------------------- | --------- |
| 日本（Oricon單曲排行榜）                                | 5         |
| 日本（《告示牌》熱門100金曲榜）                         | 2         |
| 日本（《告示牌》最佳單曲銷售榜）                        | 5         |
| 日本（《告示牌》歌曲下載排行榜） （页面存档备份，存于） | 13        |
| 日本（《告示牌》熱門動畫金曲榜）                        | 1         |
| 日本（《告示牌》電台歌曲排行榜）                        | 15        |

| 年榜單（2017年）         | 位置 |
| ------------------------ | ---- |
| 日本（Oricon單曲排行榜） | 8    |

| 年榜單（2017年）                 | 位置 |
| -------------------------------- | ---- |
| 日本（Oricon單曲排行榜）         | 72   |
| 日本（《告示牌》熱門100金曲榜）  | 52   |
| 日本（《告示牌》最佳單曲銷售榜） | 88   |
| 日本（《告示牌》歌曲下載排行榜） | 13   |
| 日本（《告示牌》熱門動畫金曲榜） | 9    |

| 年榜單（2018年）                 | 位置 |
| -------------------------------- | ---- |
| 日本（《告示牌》歌曲下載排行榜） | 74   |

## 認證
| 地區                                  | 认证 | 认证单位/销量        |
| ------------------------------------- | ---- | -------------------- |
| 日本（日本唱片協會）                  | 白金 | 250,000（單曲下載）^ |
| *僅含認證的實際銷量 ^僅含認證的出貨量 |      |                      |

## 發行歷史
| 地區 | 日期          | 形式       | 廠牌                 | 來源    |
| ---- | ------------- | ---------- | -------------------- | ------- |
| 日本 | 2017年4月12日 | CD CD+ DVD | NORTHERN MUSIC Being | [ 14 ]  |
| 日本 | 2017年4月19日 | 線上下載   | NORTHERN MUSIC Being | [ 100 ] |
| 台灣 | 2017年6月9日  | CD+DVD     | 豐華                 | [ 16 ]  |
| 日本 | 2017年9月13日 | CD         | NORTHERN MUSIC Being | [ 17 ]  |